# Сцены из жизни богемы
«Сцены из жизни богемы» (фр. Scènes de la vie de bohème) — роман в рассказах французского писателя Анри Мюрже, изданный в 1851 году. Действие происходит в Латинском квартале Парижа в 1840-х годах. В книге рассказываются истории из жизни четырёх представителей богемного образа жизни: поэта, композитора, художника и философа.

## История публикаций
Большинство рассказов, которые составили книгу, изначально публиковались в литературном журнале «Корсар» (фр. Le Corsaire). Первый был опубликован в марте 1845 года. Третий рассказ, вышедший в июле 1846 года, имел подзаголовок «Сцены богемы» (фр. Scènes de la bohème). Тот же подзаголовок использовался ещё для 18 рассказов, которые продолжали выходить с нерегулярной периодичностью до начала 1849 года (с перерывом в 1848 году из-за февральской революции).

## История создания
Хотя рассказы Мюрже пользовались популярностью в узком кругу литераторов, им не удавалось найти более широкую аудиторию или приносить автору значительный доход. Это изменилось в 1849 году, когда к Мюрже обратился Теодор Баррьер — начинающий молодой драматург, который предложил написать пьесу на основе этих рассказов. Мюрже согласился на сотрудничество, и вскоре пьеса под названием «Жизнь богемы» (фр. La Vie de la bohème), приписываемая Баррьеру и Мюрже как соавторам, была поставлена с большим успехом. Премьера состоялась в театре «Варьете» 9 ноября 1849 года.
Популярность пьесы вызвала спрос на публикацию рассказов. Мюрже собрал большинство историй в один сборник. Чтобы придать повествованию цельность, он добавил новый материал. В предисловии обсуждалось значение слова «богема», а новая первая глава вводила место действия и главных персонажей. В конце были добавлены ещё две главы, которые завершали отдельные сюжетные линии и предлагали заключительные размышления о жизни богемы. Финальная версия романа была опубликована в январе 1851 года. Позднее в том же году вышло второе издание, в котором Мюрже добавил ещё один рассказ. Английский романист конца XIX века Джордж Гиссинг в 1890 году утверждал, что читает роман на французском «в двадцатый раз».

## Адаптации
Книга Мюрже сегодня известна главным образом благодаря музыкальным и театральным адаптациям, среди которых:
- Богема (опера Пуччини) — одна из самых репертуарных опер, источник сюжета фильма «Мулен Руж!»
- Богема (опера Леонкавалло)
- Богема (фильм, 1926)
- Жизнь богемы (фильм, 1945)
- Жизнь богемы (фильм, 1992)
- Богема (мюзикл)